# 中国民主建国会安徽省委员会
中国民主建国会安徽省委员会，简称民建安徽省委、安徽民建，是中国民主建国会在安徽省的地方组织。